# Piampaludo
Piampaludo is een plaats (frazione) in de Italiaanse gemeente Sassello.